# Голя (Володавський повіт)
Голя (пол. Hola) — село в Польщі, у гміні Старий Брус Володавського повіту Люблінського воєводства. Населення — 115 осіб (2011). У селі наявні численні українські пам'ятки, які свідчать про непросту історію Підляшшя: церква святих Антонія Печерського та великомучениці Параскеви, скансен матеріальної культури Холмщини і Підляшшя, а також цінний православний цвинтар. Тут, зокрема знаходиться могила Прокопа Вовнюка (1900—1993), вояка УНР. У селі проживає український поет в Польщі Тадей Карабович.

## Історія
За даними етнографічної експедиції 1869—1870 років під керівництвом Павла Чубинського, у селі переважно проживали греко-католики, які розмовляли українською мовою.
У 1921 році село входило до складу гміни Турно Володавського повіту Люблінського воєводства Польської Республіки.
За переписом населення Польщі 10 вересня 1921 року в селі налічувалося 84 будинки (з них 2 незаселені) та 472 мешканці, з них:
- 229 чоловіків та 243 жінки;
- 267 православних, 128 римо-католиків, 70 юдеїв, 7 євангельських християн;
- 268 українців, 187 поляків, 10 євреїв, 7 німців.

У 1943 році в селі мешкало 324 українці та 63 поляки.
27 березня 1946 року боївка СБ ОУН стратила в селі трьох польских бандитів включно з їхнім ватажком, які грабували українське населення.
У 1947 році під час операції «Вісла» з Голі на щойно приєднані до Польщі північно-західні терени польська армія виселила 12 українців.
У 1956 році була ініціативна відновити факультативне вивчення української мови в місцевій школі, проте навчання не почалося через брак кваліфікованого вчителя та учнів (необхідно було зголошення 10 учнів, тоді як назбиралося лише 9 дітей).
У 1975—1998 роках село належало до Холмського воєводства.

## Населення
Демографічна структура станом на 31 березня 2011 року:
|          | Загалом | Допрацездатний вік | Працездатний вік | Постпрацездатний вік |
| -------- | ------- | ------------------ | ---------------- | -------------------- |
| Чоловіки | 49      | 6                  | 33               | 10                   |
| Жінки    | 66      | 7                  | 33               | 26                   |
| Разом    | 115     | 13                 | 66               | 36                   |

## Православна церква святого Антонія Печерського та святої великомучениці Параскеви

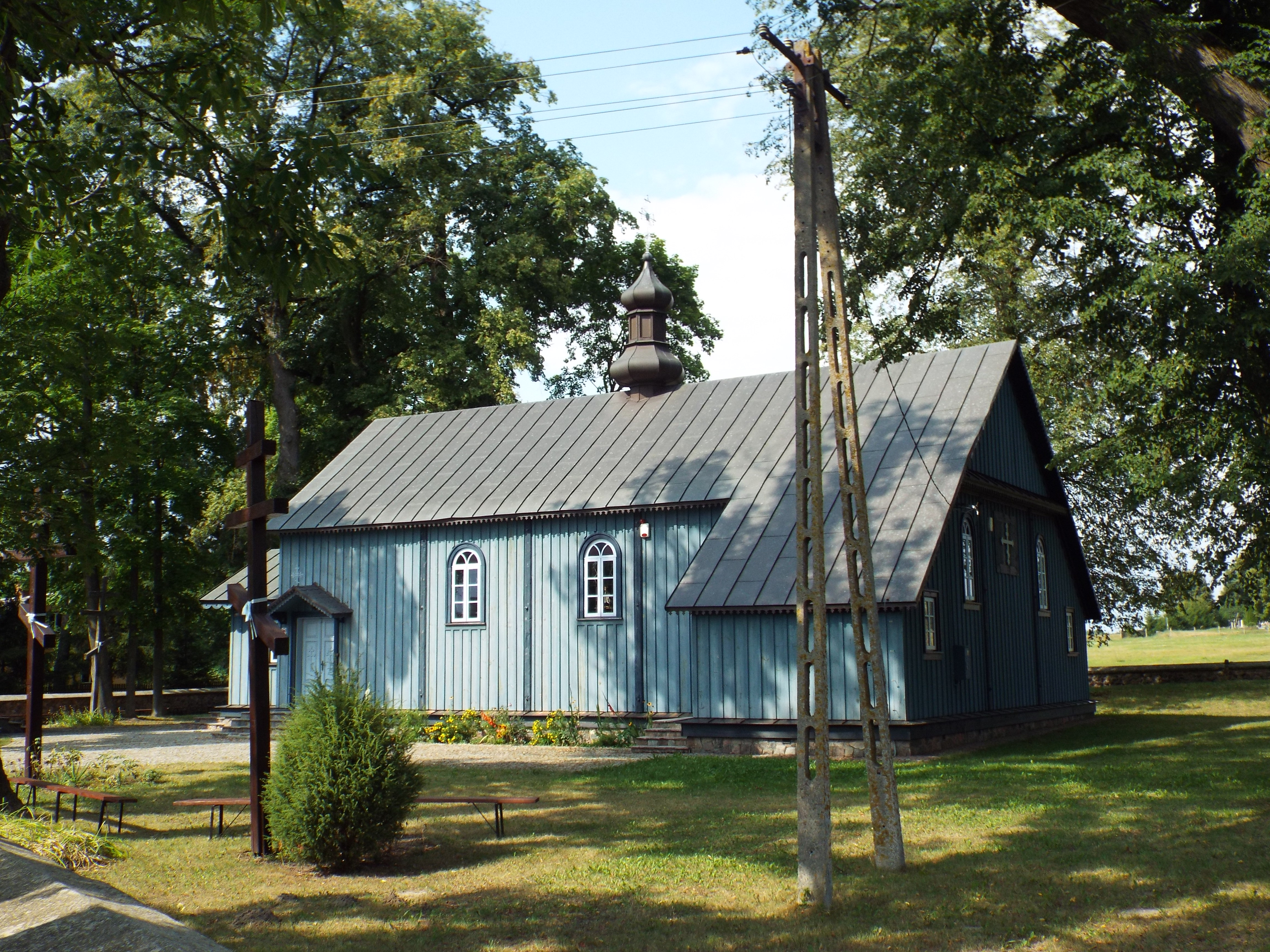
Церква св. Антонія Печерського та св. Параскеви, с. Голя. Фото 2019 р.

Храм св. Антонія Печерського та св. Параскеви в Голі — це дерев'яна однонавова українська церква. Початково він був посвячений св. Параскеві. Наразі він має подвійну посвяту на честь св. Антонія Печерського та св. Параскеви. Вона мала давнішу попередницю. Загалом перші згадки про Голю походять з 1588 року, коли вона фігурує як садиба православної парафії. У 1610 р. парафія отримала привілей від Флоріана Ржевуського. У 1654 р. церква була вже греко-католицькою, про що свідчить запис в актових книгах Холмського міського суду, де під цим роком згадується священик Теодор Лобач, уніат.
Під час шведського нападу у 1700 р. церква та село були спалені. І от тоді 1702 збудовано нинішню церкву дякуючи фундаторці Параскеві Ржевуській. Від ім'я фундаторки була надана і перша посвята. Парафіяльні книги ведуться тут, починаючи з 1709 р., а з 1797 р. при церкві для її утримання сформувалося церковне братство. Протягом 1846-47 рр. церква зазнала значних перебудов за проектом тодішнього повітового архітектора. Зокрема було збудовано нову наву та вівтар з закристіями, залишаючи бабинець 1803 р. Одночасно у церкві було встановлено органи, залишаючи і іконостас. 1872 року місцева греко-католицька парафія налічувала 1455 вірян.
У 1875 р. парафія яка стала православною, була приєднана до Холмської децезії. У 1893 р. парафія налічувала 1927 вірних. У 1915—1924 рр. церква не функціонувала. У селі діяла Українська школа в середині 1920-их років. Лише 25 вересня 1925 р. з ініціативи єпископа Генрика Пжезьдеського створено тут першу на Підляшші неоунійну парафію. Місцеве населення не сприйняло такої зміни. Як писала тоді газета «Наше життя», до села "приблукався ксьондз «всходнєго обжондку» Микола Галас. Натомість православні, витіснені нео-уніатами з старої церкви, збудували у 1935 р. будинок для відновленої у 1933 р. православної парафії. Цей будинок молитви був розвалений під час акції нищення церков 9 липня 1938 р. На згадку про нього в старій голянській церкві лишилася ікона св. Миколая  з написом «Старанням церковного старости Василя Боднарука 9.05.38 в пам'ять відкриття парафії в Голі 21.07.33.». У 1941 р. в церкві обгоріли дах та крокви. В цей час згоріла барокова сигнатурка над навою. Церкву відбудовувала вже православна громада у 1943-44 рр. під час німецької окупації. А у 1947 р. з виселенням українців її знову зачинили на 10 років, аж до 1957 р. В цей час поновила свою діяльність місцева православна парафія.
Варшавський архітектор українського походження Богдан Боберський у 1997 р. розробив проект реставрації голянської церкви. При цьому він запропонував понизити дахи над вівтарем та бабинцем и підняти дах над навою, та покрити їх гонтами. Гребені дахів запропоновано увінчати здвоєними бароковими банями. Наразі церква, що розташована у самому центрі села при дорозі в оточенні муру з каменю, є тризрубною орієнтованою дерев'яною будівлею. Прямокутна в плані, з рівноширокими прямокутними вівтарем з двома закристіями (з одного боку неї знаходиться проскурня, а з другої пономарня) по боках, навою та бабинцем. До західного фасаду прилягає новіший прямокутний присінок. Відновлено також барокову сигнатурку. Найбільш подібною до голянської є церква у сусідній Гороститі, що демонструє ознаки місцевого стилю. Втім у тої алтарна частина вужча за об'єми нави та бабинця, та має гранчасту форму. З вихідного внутрішнього убранства голянської церкви майже нічого не збереглося. Адже в процес її ремонту старі речі було зібрано на горищі і у 1941 р. вони там згоріли. Проте зберігся образ св. Параскеви та елемент оздоблення церкви з XVIII ст. Дерев'яна дзвіниця поблизу голянської церкви походить з XVIII ст. На подвір'ї церкви стоїть символічний нагробок з написом «Фекла Гаврилюк и доч ея Марія деревни Замолодыче погиб от немецкой гранаты в Кобрине 14 авгу 1916». Це одне з свідчень трагічної долі примусових переселенців з Підляшшя під час Першої світової війни..

## Музей-скансен матеріальної культури Холмщини і Підляшшя

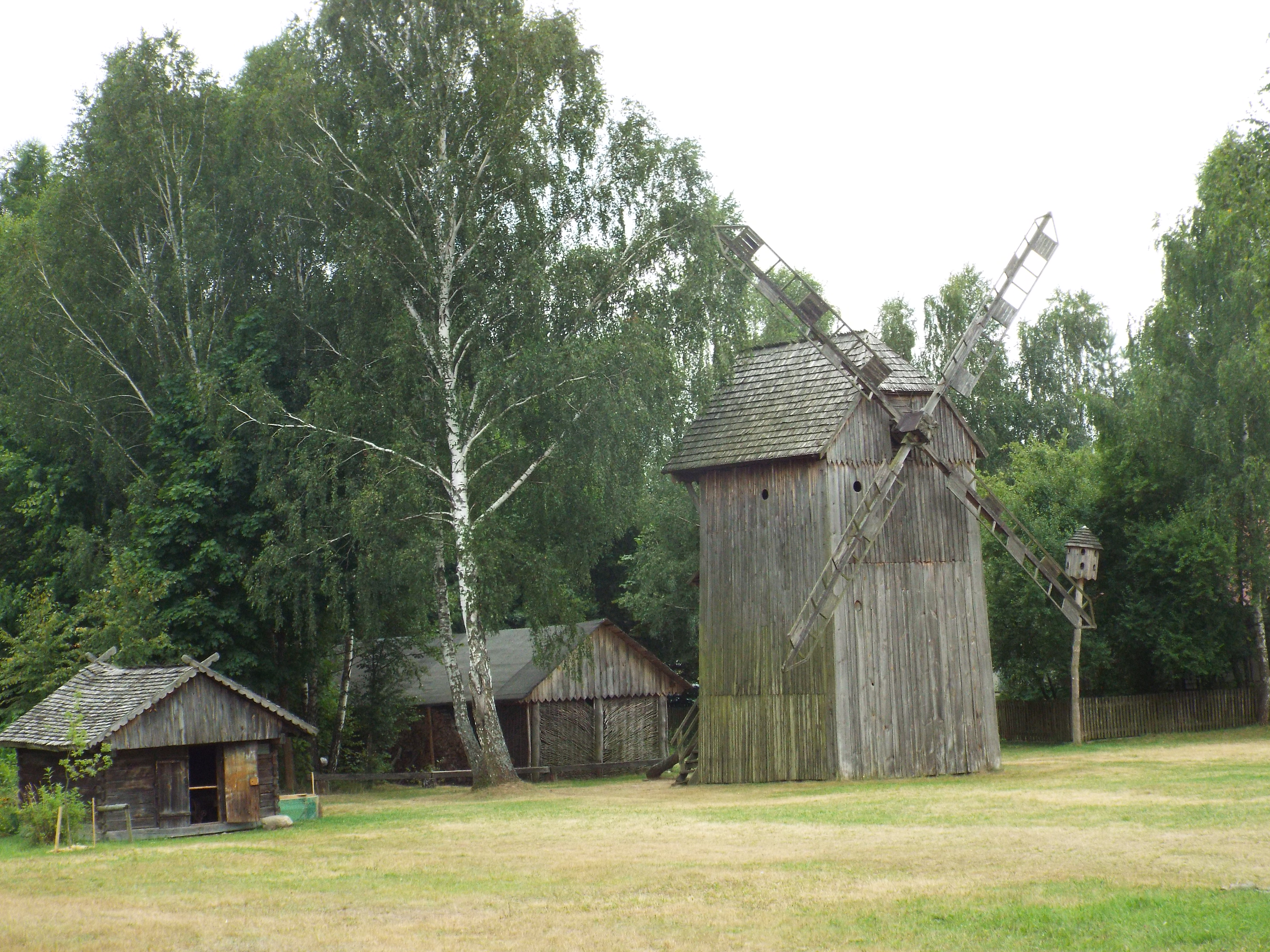
Куточок музею — скансену матеріальної культури Холмщини і Підляшшя в Голі. Вітряк-козляк з с. Волосковоля, поч. ХХ ст. Фото 2019 р.

В селі з ініціативи ентузіастів Тадея та Аліни Карабовичів 1985 р. створено музей-скансен з цінними житловими та господарськими спорудами з Південного Підляшшя. Це зрубна кузня, наявна також стодола ХХ ст. з Окчина. Наявна також зрубна хата з маленькими вікнами, що перенесена з с. Вирики. Хата складається з типових для помешкання ХІХ ст. приміщень: житлової кімнати з великою піччю та запічком, алкена, сіней та двох комор. В житловій кімнаті зібрано експозицію типових для регіону побутових предметів, а у одному з кутів кімнати розміщується «святий куточок» з образами. На стіні зберігся фундаційний напис та дата побудови — 1912 р. Вітряк-козляк початку ХХ ст. перенесений до Голі з с. Волосковолі. Важливою особливістю голянського вітряка є добра збереженість внутрішніх механізмів, збереглися й жорна зроблені з вапняку привезеного з Свентокшиських гір. І хоч жорно від напруги і часу тріснуло, його повернули до роботи скувавши обручем. Місцевим особливостям відповідає і стодола з с. Костомлоти, що колись стояла на берегах Бугу. Щоб зберегти стіни від руйнування весняними водами, їх робили не суцільними, а плетеними з прутів. Таким стінам повінь не зашкодить, а як вода зійде, то можна споруду використовувати за призначенням. В скансені наявні також дерев'яні борті для бджіл — свідчення старого, ще з язичницьких часів слов'янського промислу. Важливу роль в народній культурі відігравали також придорожні хрести. Їх ставили і православні і католики. Припускають, що ця традиція почалася ще у часи раннього християнства, коли таким чином намагалися захиститися від численної нечистої сили, яка мешкала у лісах та полях. Згодом хрести стали ставити на відзначення свят, як подяку за сповнені бажання, або на колективних могилах під час епідемій та воєн. З часом ця традиція розвинулася у зведення невеликих дерев'яних чи більш потужних мурованих придорожніх капличок, що оздоблювалися іконами чи скульптурами Христа, Божої Матері чи святих. Дерев'яні хрести з межі ХІХ та ХХ ст. (з Голі та Ополя) а також придорожню капличку з фігурою Христа, можна побачити і у Голянському скансені.

## Православне кладовище

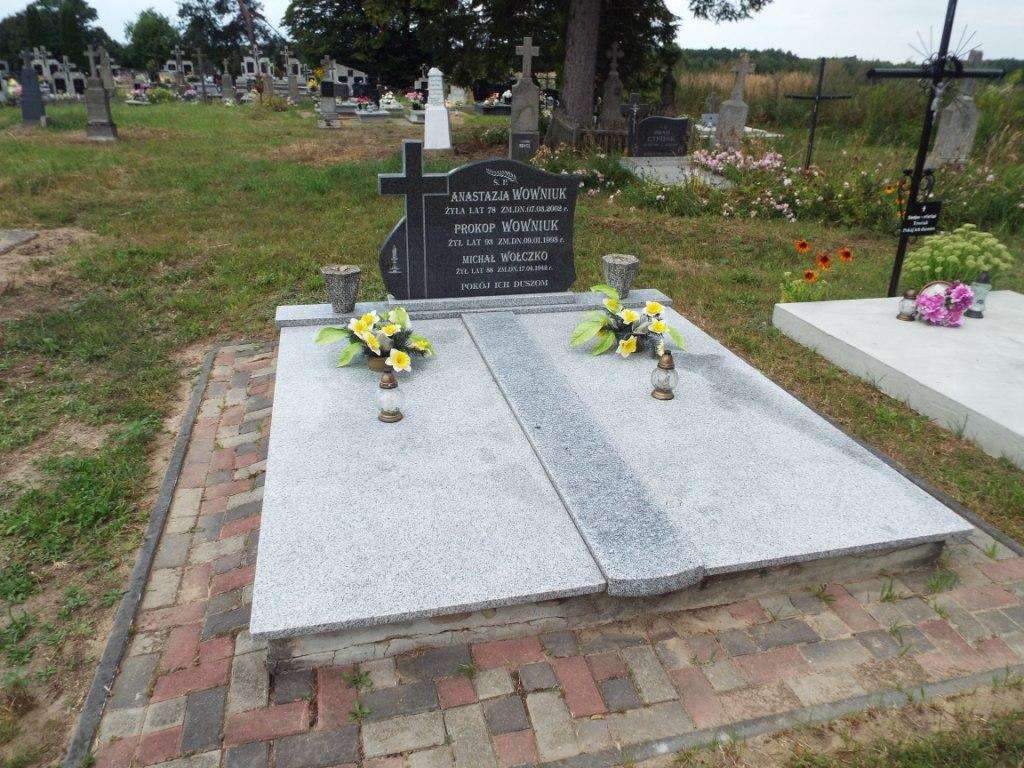
Могила Прокопа Вовнюка — козака УНР в с. Голя. Православний цвинтар, 2019 р.

В селі розташовано надзвичайно цінний православний цвинтар. Він складається з кількох частин: найстарішої ХІХ ст., частини що походить з буремного ХХ ст., а також ділянки сучасних поховань. 1846 р. коштом уряду на цвинтарі було збудовано греко-католицьку дерев'яну каплицю Покрови Богородиці, яка збереглася і дотепер (в ній служать греко-католики). З часів російського панування на Підляшші залишилися поховання підписані російською мовою. До таких належать зокрема розташовані на найдавнішій частині цвинтаря поховання місцевих священиків. Цілий ряд поховань тут свідчить про трагічну долю українського населення під час Першої світової війни, коли царський уряд примусово евакуював на схід з Підляшшя і Холмщини близько 120 тис. чол. Деякі нащадки виселених з Голі людей подбали про те, щоб мати символічні поховання своїх батьків тут в Голі. За умовами Берестейського миру 1918 р. Підляшшя мало відійти до Української Народної Республіки, але на початку листопада 1918 р. польські збройні сили включили територію Підляшшя і Холмщини, зайняту німецькими військами до складу відновленої Польської держави. Після поразки спільного польсько-українського походу з метою визволення території України, у Польщі осіло багато колишніх вояків УНР. Поховання одного з петлюрівців — Левка Рибчинського — збереглося на тутешньому цвинтарі. В Голі похований також козак армії УНР (боєці подільського з'єднання отамана Якова Гальчевського — «Орла») Вовнюк Прокіп (1900 — 09.01.1993). Його син Іван Вовнюк наразі (2019 р.) є єдиним православним мешканцем с. Замлодиче. На цвинтарі в Голі знаходиться також могила закатованого німцями солтиса Степана Климука. Претекстом була допомога євреям. На кладовищі похована група повстанців, що загинули в перестрілці з міліцією в околицях Голі в 1947 р. Тут також знаходиться могила Марії Тум'янушевської, що колись була у повстанців зв'язковою, змогла уникнути виселення та доживала віку на своїй землі.

## Товариство приятелів скансену
Скансен у Голі є громадською власністю Товариства любителів скансену в Голі, товариство було зареєстровано у 1990 році. Головою Товариства є Алина Карабович, дружина Тадея Карабовича, вчителька початкової школи у Голі. Тадей Карабович є активним громадським діячем, зокрема він є членом Ради Об'єднання українців в Польщі (ОУП) у Варшаві та нештатним редактором українського тижневика «Наше Слово». Тадей це ще й український поет, який має вже не одну зібірку віршів. Живе він в селі Голя а працює асистентом відділу української філології Університету Марії Кюрі-Склодовської в Люблині.

## Ярмарок в Голі
В скансені щорічно (в районі 28 липня) відбувається фолькльорно-етнографічний фестиваль «Ярмарок в Голі». Його завданням є культивування народних традицій Холмщини та Підляшшя. В перший день фестивалю відбуваються мастер-класи народних промислів, другий день — це проща до св. Антонія в православній церкві а також ярмарок виробів ремсників та виступи фольклорних музичних та танцювальних колективів.

## Особистості

### Народилися
- Леонід Квітковський (нар. 1929) — український фахівець у галузі нафтохімії[12].

### Пов'язані зі селом
- Прокіп Вовнюк (1900—1993) — український військовий діяч, підстаршина армії УНР. Похований у Голі.
- Тадей Карабович (1959) — український та польський та поет у Польщі, перекладач, літературознавець. Один з фундаторів скансена в Голі.